# المحدد المعياري الدولي للأسماء
المحدّد المعياري الدولي للأسماء (ISNI) هو نظام معرّف يهدف لتحديد الهوية العامة للمساهمين في المحتوى الإعلامي مثل الكتب والبرامج التلفزيونية والمقالات الصحفية. ويتكون هذا المحدّد من 16 رقماً. ويمكن عرضه اختياريًا مقسماً إلى أربع قسماً.
تُستخدم معلومات الأطراف المهتمة (IPI) ورقم الأداء الدولي (IPN) فقط للمساهمين أو أصحاب الحقوق في صناعات إبداعية محددة، مثل الموسيقى، في حين يمكن استخدام المحدد المعياري الدولي للأسماء (ISNI) عبر العديد من الصناعات والأدوار الإضافية، بما في ذلك الكُتَّاب الأدبيين والعلميين ومبدعو الفن البصري والمبتكرون ومنتجو الأفلام. يمكن استخدام المحدد المعياري الدولي للأسماء لتمييز الكيانات المسماة التي قد يُخلَط بينها، والربط بين البيانات المتعلقة بالأسماء التي تُجمع وتستخدم في جميع قطاعات العمل الإعلامي.
طوّر المحدد المعياري الدولي للأسماء تحت رعاية المنظمة الدولية للمعايير (ISO) ليكون مسودة المواصفة القياسية الدولية 27729؛ ونُشرت المواصفة المعيارية السارية في 15 مارس/آذار 2012. وتتولى اللجنة الفنية 46، اللجنة الفرعية 9 (TC 46/SC 9) التابعة للمنظمة الدولية للمواصفات والمقاييس (ISO) مسؤولية تطوير المعيار.

## تنسيق المحدد المعياري الدولي للأسماء
تنص صفحة الأسئلة الشائعة في موقع isni.org على أن "المحدد المعياري الدولي للأسماء ISNI يتكون من 16 رقمًا، والحرف الأخير هو حرف التحقق/الاختيار." يتكون المحدد المعياري الدولي للأسماء من 15 رقمًا متبوعًا بحرف التحقق/الاختيار. قد يكون حرف التحقق إما رقماً عشرياً أو حرف "X". ويُحتسب حرف التحقق باستخدام الأرقام العشرية الخمسة عشر السابقة باستخدام ISO/IEC 7064، خوارزمية MOD11-2.

### التنسيق دون مسافات
- MARC: اقتُرح تخزين المحدد المعياري الدولي للأسماءISNI بدون مسافات، على سبيل المثال (isni)1234567899999799[5]
- •	عنوان محدد موقع الموارد الموحد لموقع isni.org: بدون مسافات، على سبيل المثال:
  - http://www.isni.org/isni/000000012146438X (القديم)
  - https://isni.org/isni/000000012146438X (الحالي)
  - https://isni.org/000000012146438X (البديل)
- viaf.org:
  - محدد موقع الموارد الموحد https://viaf.org/viaf/sourceID/ISNI%7C000000012146438X
  - محدد موقع الموارد الموحد https://viaf.org/processed/ISNI%7C000000012146438X
  - تحتوي تفريغات البيانات عليها في النموذج ISNI|000000012146438X

### التنسيق مع مسافات
غالبًا ما يُعرض المحدد المعياري الدولي للأسماء بشكل متكرر مع مسافات.
- isni.org[6]
- viaf.org[7]

## استخدامات المحدد المعياري الدولي للأسماء
يسمح المحدد المعياري الدولي للأسماء بتحديد هوية واحدة (مثل الاسم المستعار للمؤلف أو البصمة التجارية التي يستخدمها الناشر) باستخدام رقم فريد. ويمكن بعد ذلك ربط هذا الرقم الفريد بأيٍ من المعرفات العديدة الأخرى المستخدمة في مختلف القطاعات الإعلامية لتحديد الأسماء وغيرها من أشكال الهوية.
من الأمثلة على استخدام مثل هذا الرقم هو تحديد هوية مؤدٍ موسيقي وهو أيضاً كاتب أعمال موسيقية وقصائد شعرية. ففي حين أنه قد تُحدّد هويته في قواعد بيانات مختلفة باستخدام العديد من أنظمة التعريف الخاصة والعامة، إلا أنه في ظل نظام المحدّد المعياري الدولي للأسماء سيكون له سجل واحد يربط بين هذه الهويات. ويمكن لقواعد البيانات العديدة المختلفة بعد ذلك تبادل البيانات حول هذه الهوية المحددة دون الحاجة إلى اللجوء لأساليب وطرق فوضوية ومعقدة مثل مقارنة النصوص بعضها ببعض. ومن الأمثلة التي كثيراً ما يُستشهد بها في عالم اللغة الإنجليزية الصعوبة التي تواجهها عند تحديد هوية "جون سميث" في قاعدة بيانات. فبينما قد يكون هناك العديد من السجلات الخاصة التي تحمل هذا الاسم، إلا أن السجل الذي يشير إلى "جون سميث" المحدد المطلوب لا يكون واضحاً دائماً.
إذا نشر مؤلف عملاً تحت عدة أسماء مختلفة أو أسماء مستعارة، فسيحصل كل اسم من هذه الأسماء على رقم تعريف دولي قياسي خاص به.
يمكن أن تستخدم المكتباتُ والمحفوظات (الأرشيفات) المحددَ المعياري الدولي للأسماء عند مشاركة معلومات الفهرسة؛ وللبحث بدقة أكثر عن المعلومات على الإنترنت وفي قواعد البيانات، ويمكن أن يساعد ذلك في إدارة الحقوق عبر الحدود الوطنية وفي البيئة الرقمية.

### المعرف المفتوح للباحثين والمساهمين ORCID
تتألف المعرّفات المفتوحة للباحثين والمساهمين ORCID من مجموعة محجوزة ومخصصة من المعرّفات الدولية المعيارية للأسماء ISNI للباحثين الأكاديميين وتديرها منظمة منفصلة. يمكن للباحثين الأفراد إنشاء وامتلاك معرّف مفتوح ORCID الخاص بهم والمطالبة به. تنسق المنظمتان جهودهما من خلال مشاريع مثل "أودين ODIN" (شبكة التشغيل البيني بين شبكة ORCID وشبكة DataCite).

## المنظمات المشاركة في الإدارة

### هيئة تسجيل المحدد المعياري الدولي للأسماء
وفقًا للمنظمة الدولية للمواصفات والمقاييس ISO، فإن سلطة التسجيل للمواصفة/المعيار ISO 27729:2012 هي "الوكالة الدولية للمعرف الدولي القياسي للأسماء  ومقرها لندن (c/o EDItEUR) تأسست بموجب قانون الشركات لعام 2006 بصفة شركة خاصة محدودة بضمان.
وتُعرف "الوكالة الدولية" باسم "الوكالة الدولية لتعيين المحدد المعياري الدولي للأسماءISNI-IA"
تأسست هذه الشركة غير الربحية المسجلة في المملكة المتحدة من طرف اتحاد منظمات يتألف من الاتحاد الدولي لجمعيات المؤلفين والملحنين (CISAC)، ومؤتمر المكتبات الوطنية الأوروبية (CENL)، والاتحاد الدولي لمنظمات حقوق النسخ (IFRRO)، والرابطة الدولية لقواعد بيانات فناني الأداء الدوليين (IPDA)، ومركز المكتبة الرقمية على الإنترنت (OCLC) وبروكويست ProQuest. يدير الوكالة مدراء ترشّحهم هذه المنظمات، وفي حالة مؤتمر المكتبات الوطنية الأوروبية (CENL)، يديرها ممثلون عن المكتبة الوطنية الفرنسية والمكتبة البريطانية.

### وكالات تسجيل المعرف الدولي القياسي للأسماء
تُعتبر وكالة التسجيل واجهة بين مقدمي طلبات الحصول على معرّف دولي قياسي للأسماء والوكالة الدولية لتعيين المعرف الدولي القياسي للأسماء.
| اسم الوكالة (وفق موقع ISNI-IA)                                                 | منذ سنة | العلاقة                    |
| ------------------------------------------------------------------------------ | ------- | -------------------------- |
| (منصة إلكترونية لحماية الملكية الفكرية) AETIS                                  |         |                            |
| (رابطة المبدعين المستقلة متعددة التخصصات عبر القارات، A.C.) AIIMCC             |         |                            |
| خدمات البيانات الببليوغرافية                                                   |         |                            |
| مكتبة وأرشيف كيبيك (BAnQ)                                                      |         | كندا                       |
| (المكتبة الوطنية الفرنسية BnF)                                                 | 2014    | فرنسا                      |
| المكتبة الوطنية في لوكسمبورغ                                                   |         | لكسمبورغ                   |
| مكتبة بودلي، جامعة أكسفورد                                                     |         |                            |
| المكتبة البريطانية                                                             |         | المملكة المتحدة            |
| غرفة الكتاب البرازيلية (CBL)                                                   |         |                            |
| مكتبة جامعة كامبريدج                                                           |         |                            |
| مكتبة كازاليني                                                                 |         | إيطاليا                    |
| مركز الصين للمعرفة في العلوم الهندسية والتكنولوجيا (CKCEST)                    |         | الصين                      |
| شركة كونسوليديتد إندبندنت (CI)                                                 |         | المملكة المتحدة            |
| Dilicom                                                                        |         |                            |
| اتحاد نقابات الناشرين في إسبانيا FGEE                                          |         | إسبانيا                    |
| ICCU (المعهد المركزي للفهرس الفريد للمكتبات الإيطالية للمعلومات الببليوغرافية) |         | إيطاليا                    |
| مكتب الملكية الفكرية في الفلبين (IPOPHL)                                       |         | الفلبين                    |
| المكتبة الوطنية في هولندا                                                      |         | هولندا                     |
| المكتبة الملكية في بلجيكا KBR                                                  |         | بلجيكا                     |
| مكتبة كلية الثالوث، جامعة دبلن                                                 |         |                            |
| MétaMusique                                                                    |         |                            |
| Muso.AI                                                                        |         |                            |
| خدمة التسويق والنشر لتجارة الكتب                                               |         | ألمانيا                    |
| مكتبة الجمعية الوطنية الكورية                                                  |         | كوريا الجنوبية             |
| المكتبة الوطنية الفنلندية                                                      |         | فنلندا                     |
| المكتبة الوطنية الكورية                                                        |         | كوريا الجنوبية             |
| المكتبة الوطنية النرويجية                                                      |         |                            |
| المكتبة الوطنية البولندية                                                      |         | بولندا                     |
| المكتبة الوطنية الإسكتلندية                                                    |         |                            |
| مكتبة ويلز الوطنية                                                             |         |                            |
| Orfium                                                                         |         |                            |
| برنامج الفهرسة التعاونية (PCC)                                                 |         |                            |
| كوانسيك                                                                        |         | سويسرا                     |
| وزارة الثقافة والسياحة في الجمهورية التركية                                    |         |                            |
| معرف رينغولد                                                                   |         | منظمات، دولية              |
| شركة روفيكس.                                                                   |         |                            |
| منصة ساوند كريديت/ ساوند ويز                                                   |         | الولايات المتحدة           |
| SPARWK                                                                         |         |                            |
| منصة سويس كورد                                                                 |         |                            |
| تكوين                                                                          | 2021    | الشرق الأوسط وشمال إفريقيا |
| وارنر ميوزك غروب (WMG)                                                         |         |                            |
| المنظمة العالمية للملكية الفكرية                                               | 2024    | دولياً                      |
| يوتيوب                                                                         | 2018    | دولياً                      |

عام 2018،، أصبح موقع يوتيوب وكالة تسجيل للمعرّفات الدولية القياسية للأسماء، وأعلن الموقع عن نيته البدء بإنشاء معرّفات دولية قياسية للموسيقيين الذين تُعرض مقاطع الفيديو الخاصة بهم على المنصة. ويتوقع أن يرتفع عدد المعرّفات الدولية القياسية "ربما بمقدار 3 - 5 ملايين معرّف خلال العامين المقبلين" نتيجة لذلك.
عام 2020، أعلنت شركة ساوند كريدت، بالتعاون مع ISNI، أن تسجيلات ISNI في صناعة الموسيقى مجانية وآلية. يعد نظام التسجيل المجاني جزءًا من إنشاء ملف تعريف لمستخدم في ساوند كريدت، الذي يستخدمه نظامها الأكبر لتسجيل وتوثيق الحقوق والأرصدة الموسيقية. ويتضمن بحثًا آليًا لتجنب تكرار المعرفات ISNIs وشهادة أنشأها نظام تسجيل ساوند كريدت لتوثيق المعرفات ISNIs المسجلة حديثًا.
عام 2024، أصبحت المنظمة العالمية للملكية الفكرية (الويبو) وكالة تسجيل للمعرّفات الدولية القياسية للأسماء، ما يتيح لشبكتها من منظمات الإدارة الجماعية في جميع أنحاء العالم تخصيص وتعيين معرّفات ISNI للمبدعين. ومن خلال هذا التكامل، تهدف الويبو إلى تيسير تخصيص معرّفات فريدة لمجموعة واسعة من المبدعين، بما في ذلك الموسيقيين والكتّاب وغيرهم من المهنيين والمحترفين الفنيين. وتهدف هذه الخطوة إلى تعزيز إمكانية اكتشاف الأعمال الإبداعية وإسنادها على نطاق عالمي.

## شمولية ISNI
يوضح الجدول التالي أعداد الأسماء المشمولة في ISNI من جميع الأنواع، بما في ذلك ملايين الأفراد، وملايين الباحثين (مشمولين أيضًا في فئة الأفراد)، والمنظمات.
| حتى تاريخ  | الهويات (بالملايين) | الأفراد (بالملايين) | الباحثون (بالملايين) | المنظمات  |
| ---------- | ------------------- | ------------------- | -------------------- | --------- |
| 2017-08-05 | 9.41                | 8.757               | 2.606                | 654,074   |
| 2018-04-19 | 9.86                | 9.15                | 2.86                 | 714,401   |
| 2018-07-11 | 10                  | 9.28                | 2.87                 | 717,204   |
| 2018-08-13 | 10                  | 9.32                | 2.87                 | 717,795   |
| 2018-10-17 | 10                  | 9.39                | 2.87                 | 719,010   |
| 2018-12-05 | 10                  | 9.4                 | 2.88                 | 826,810   |
| 2019-03-11 | 10                  | 9.59                | 2.88                 | 864,999   |
| 2019-06-21 | 10.5                | 9.6                 | 2.88                 | 876,017   |
| 2019-11-27 | 10.92               | 10.01               | 2.89                 | 908,299   |
| 2020-02-13 | 11.02               | 10.11               | 2.91                 | 912,991   |
| 2020-10-20 | 11.51               | 10.45               | 2.91                 | 1,062,333 |
| 2021-05-30 | 12.22               | 11.10               | 2.93                 | 1,119,480 |
| 2021-11-17 | 14.38               | 12.79               | 2.94                 | 1,591,038 |
| 2022-09-01 | 14.7                | 13.11               | 2.97                 | 1,645,434 |
| 2022-12-25 | 14.8                | 13.21               | 2.97                 | 1,680,892 |
| 2023-05-10 | 15                  | 13.3                | 2.98                 | 1,705,025 |